# Gheorghe Ghimpu
Gheorghe Ghimpu (n. 26 iulie 1937, Colonița, Lăpușna, Regatul României — d. 13 noiembrie 2000, Chișinău, Republica Moldova) a fost un politician din Republica Moldova și patriot român, fondator al Mișcării de Eliberare Națională, membrul al Comitetului Executiv al Frontului Popular din Moldova, deputat în primul Parlament al Republicii Moldova ales în mod democratic (1990). A fost deținut politic în perioada sovietică pentru convingerile sale și participarea la fondarea Frontului Național-Patriotic din Basarabia și Nordul Bucovinei (1972).
Gheorghe Ghimpu și–a trăit clipa de fericire la 27 aprilie 1990, fiind primul care a dat jos drapelul sovietic și a arborat tricolorul pe clădirea Parlamentului, actualmente Președinția Republicii Moldova.

## Studii
Studiază la Universitatea Pedagogică din Tiraspol și absolvă în 1960 Facultatea de Fizică și Matematică. Face studii postuniversitare, doctorand la Institutul de Fizică Biologică al Academiei de Științe al Uniunii Sovietice la Moscova între anii 1970-1971. Activează în învățământul preuniversitar, la Strășeni, și în cel universitar, la Tiraspol și Chișinău.
Sergiu Miron, profesorul de matematică a lui Gheorghe Ghimpu își amintește că tânărul student se interesa nu doar de știința reală, dar și de istoria neamului. "Gheorghe Ghimpu era un student excelent, învăța foarte bine la toate obiectele. În particular discutam chestiunile din istoria neamului. Îmi povestea că aceasta îl interesează mai mult chiar decât propria teză de doctorat."

## Implicarea în Frontul Național-Patriotic
Frontul Național-Patriotic din Basarabia și Nordul Bucovinei (FNP), înființat în ilegalitate după război, avea drept scopuri ieșirea Moldovei din componența URSS, formarea Republicii Populare Moldovenești, unificând și celelalte teritorii românofone din zonă (Nordul Bucovinei, Sudul Basarabiei, teritorii din stânga Nistrului) și unirea ulterioară cu România. Drapelul Republicii Populare Moldovenești urma să devină tricolorul, cu o panglică neagră în diagonală, până la realizarea Unirii. Un alt scop era organizarea de alegeri libere pentru organele de conducere ale statului. Limba română pe baza alfabetului latin trebuia sa devină limbă oficială.
Printre conducătorii FNP din Basarabia erau Alexandru Usatiuc-Bulgăr, Gheorghe Ghimpu și Valeriu Graur. În Bucovina de Nord, mișcarea era coordonată de Alexandru Șoltoianu.

## Contactele FNP cu România. Trădarea autorităților române
Sub impactul refuzului lui Ceaușescu de a participa la intervenția trupelor Pactului de la Varșovia în Cehoslovacia (1968), FNP decide să ceară sprijin României în lupta împotriva puterii sovietice.
Astfel, la 29 martie 1969, Alexandru Usatiuc-Bulgăr, aflat în vizită la București, lasă în cutia poștală nr.6 a oficiului Gării de Nord un plic conținând 70 de pagini privitoare la activitatea și scopurile FNP.
Anul următor, Usatiuc-Bulgăr mai vine o dată la București, cu această ocazie mergând, pe 12 iunie 1970, la sediul Consiliului de Stat al României. Președintele Consiliului de Stat, Nicolae Ceaușescu, nu-l primește în audiență. Usatiuc-Bulgăr se întâlnește, până la urmă, cu trei consilieri de-ai lui Ceaușescu (consilierul-șef Predescu și alți doi consilieri care nu s-au prezentat). Audiența durează 3 ore și 40 de minute, Usatiuc-Bulgăr explicând în detaliu activitatea FNP. La plecare, lasă și o serie de documente ale FNP.
Pe 30 iunie 1970, printr-o scrisoare strict secretă nr. 14006418, Ion Stănescu, Președintele Consiliului Securității de Stat al Republicii Socialiste România, îl informa pe Președintele KGB al URSS, Iuri Andropov, despre vizita cetățeanului sovietic Usatiuc Alexandru. Împreună cu scrisoarea, Stănescu îi trimite lui Andropov și plicul cu documentele lăsate de Usatiuc-Bulgăr.

## Procesul Usatiuc-Ghimpu-Graur. Represiunea
Alexandru Usatiuc-Bulgăr este arestat pe 13 decembrie 1971 la Kislovodsk. La scurt timp sunt arestați și Gheorghe Ghimpu, Valeriu Graur și Alexandru Șoltoianu.
După jumătate de an de anchetă, dosarul nr. 6648 privind lotul Usatiuc-Ghimpu-Graur este trimis la Curtea Supremă de Justiție a RSSM. Judecata durează trei zile.
„Avocatul lui Gh. Ghimpu, adus din Leningrad - Vișnevski, a spus aproximativ: ,,Ghimpu e încă tânăr, fără experiență, a căzut sub influența lui Usatiuc", chipurile a fost instigat de mine și eu aș fi vinovat. A rugat ca curtea să țină cont de toate astea și să-i facă o reducere a pedepsei cerute de acuzare. Eu l-am întrebat pe Ghimpu: Așa e? El a răspuns că nu. ”—Alexandru Usatiuc-Bulgar, Cu gândul la o lume între două lumi, Ed. Lyceum, 1999, pag. 128
Pe 13 iunie 1972, completul de judecată, format din judecătorii V. Florea (președintele completului), M. Marițoi si L. Dubanjeu , la propunerea procurorului A. Poluektov , dă hotărârea:
- de a-l condamna pe Alexandru Usatiuc-Bulgăr la șapte ani de închsoare-lagăr corecțional cu regim sever și cinci ani de deportare, în baza art. 67, partea I și art. 69 ale Codului Penal al RSSM;
- de a-l condamna pe Gheorghe Ghimpu la șase ani de încarcerare în închisoarea-lagăr corecțional cu regim sever, în baza art. 67, partea I și art. 69 ale Codului Penal al RSSM;
- de a-l condamna pe Valeriu Graur la patru ani de încarcerare în închisoarea-lagăr corecțional cu regim sever, în baza art. 67, partea I al Codului Penal al RSSM.[14]

Într-un alt proces, Alexandru Șoltoianu a fost condamnat la șase ani de închisoare-lagăr corecțional cu regim sever și cinci ani de deportare.
Au început persecuțiile celor bănuiți de a face parte din FNP. O mulțime de basarabeni și bucovineni au fost dați afară de la lucru, în special, din învățământ. O mulțime de elevi și studenți au fost eliminați din instituțiile de învățământ. Mai mulți tineri au fost puși sub urmărire de către securitate.
Gheorghe Ghimpu și-a ispășit pedeapsa de șase ani în lagărele din Mordovia și regiunea Perm ale GULAG-ului (GULAG-ul a existat până în anul 1960) sovietic. După „eliberare” i s-a interzis orice activitate pe făgaș pedagogic.

## Fondator al Frontului Popular din Moldova

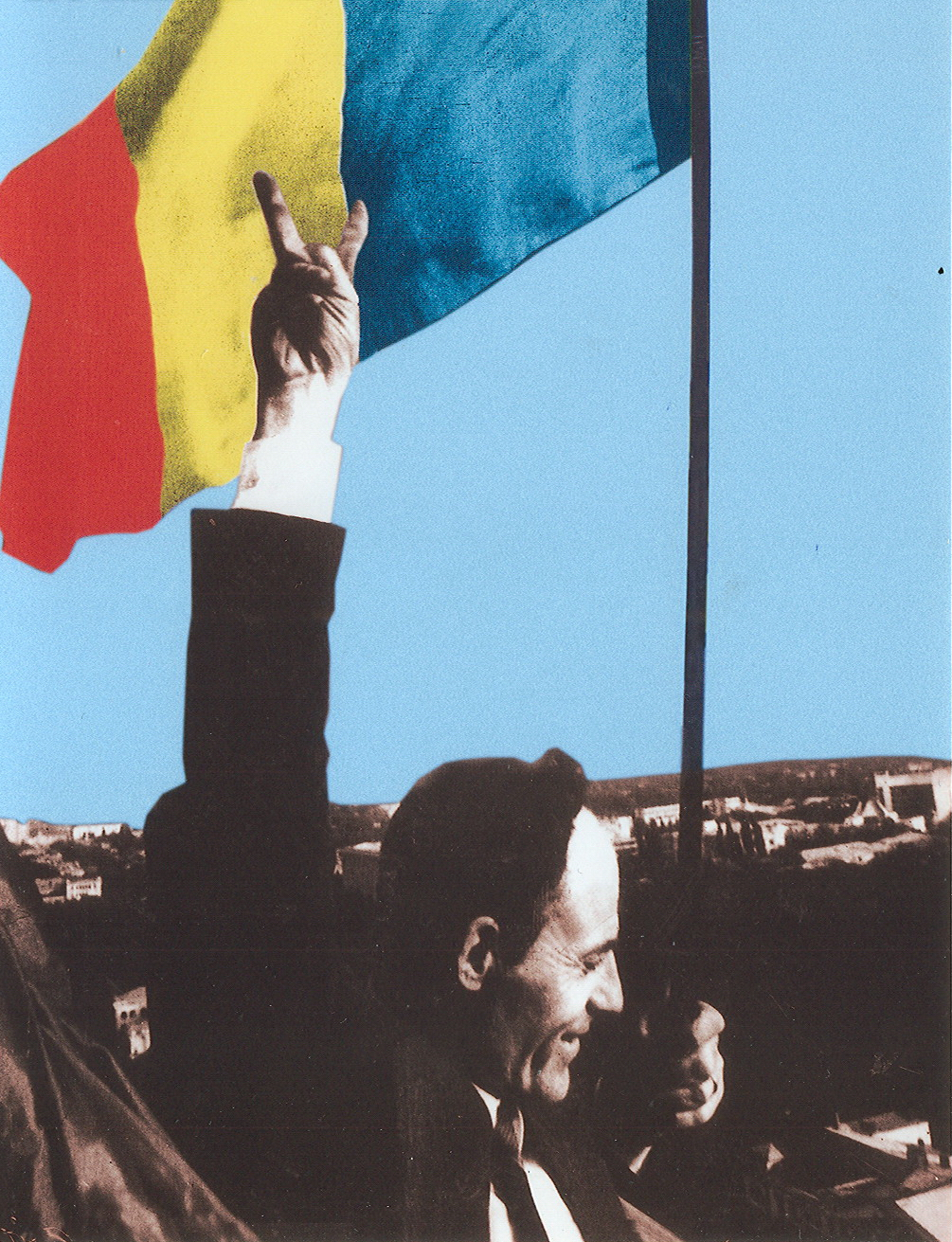
Gheorghe Ghimpu arborând Tricolorul românesc pe clădirea Parlamentului

Odată cu proclamarea restructurării, se încadrează activ în Mișcarea de Renaștere Națională și de democratizare a societății. La primul Congres al Frontului Popular din Moldova este ales ca secretar responsabil al Sfatului și membru al Comitetului Executiv ale Frontului Popular.

## Deputat în Parlament
În perioada 1990-1994 este deputat în Parlamentul Republicii Moldova. Autor al proiectelor de lege privind reabilitarea victimelor regimului totalitar de ocupație și despre controlul de stat. A publicat în presa periodică din Republica Moldova și România numeroase articole politice și de atitudine civică.
La 27 aprilie 1990, Sovietul Suprem al RSSM a aprobat tricolorul ca drapel de stat. Lui Gheorghe Ghimpu i-a revenit meritul de a înălța tricolorul pe clădirea Parlamentului, actualmente clădirea Președinției Republicii Moldova.
Scriitorul și deputatul Ion Hadârcă a comunicat ulterior că "atunci când a arborat tricolorul la 27 aprilie deasupra Parlamentului, nu pricepeam de ce își risca viața ridicându–se la niște înălțimi amețitoare. Mai târziu am înțeles că numai Gheorghe Ghimpu putea face acest lucru. Sunt puțini în lumea celor drepți care ar fi trăit o asemenea clipă în viața lor".

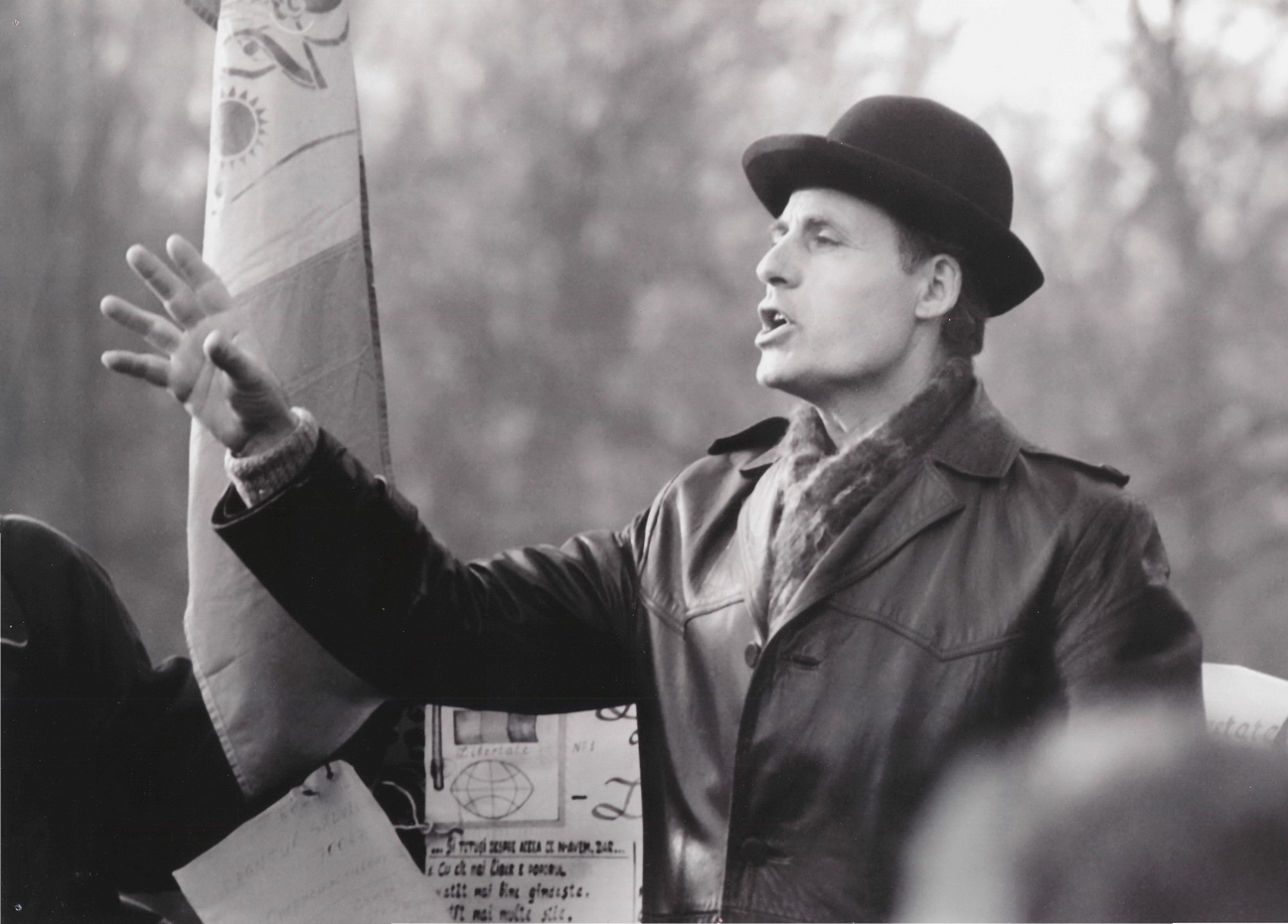
La o întrunire a Frontului Popular

Doctor în filologie, Ion Melniciuc a redat emoțiile pe care le-a trăit în momentul în care a fost arborat tricolorul - "Am alergat pe jos cu soția de la Botanica până la sediul Parlamentului, când Gheorghe Ghimpu a arborat Tricolorul. Îl vedeam de la Botanica. Am trăit emoții de nedescris, o stare sufletească nemaivazută, urmărind Tricolorul arborat pe clădirea Parlamentului. Asta a făcut–o Gheorghe Ghimpu. A fost un adevărat patriot".
Gheorghe Ghimpu a fost președintele Asociației victimelor regimului comunist de ocupație și a veteranilor de război ai Armatei Române din Republica Moldova denumită, la Congresul IV din 11 iunie 2000, Partidul Național Român.

## Decesul

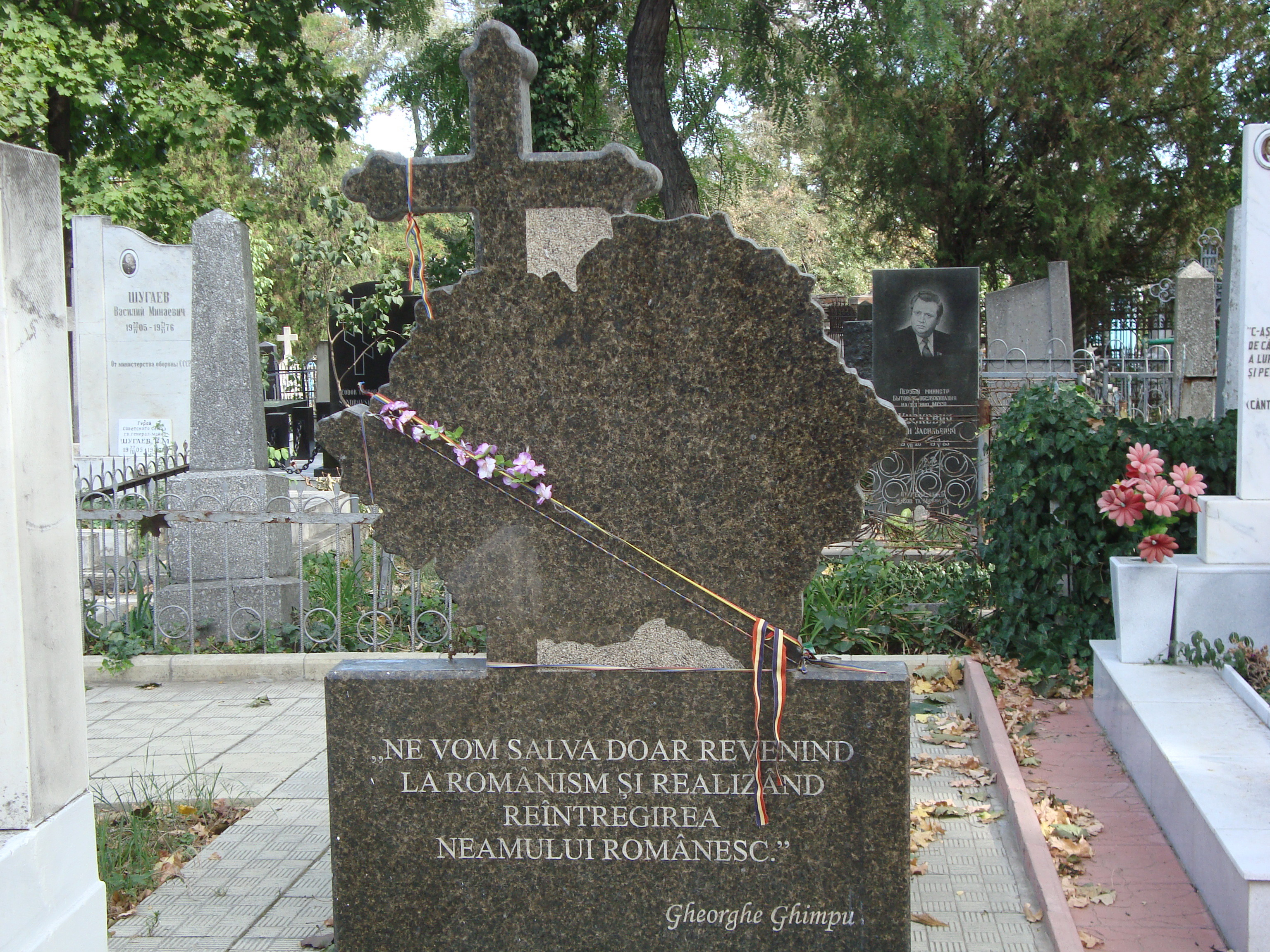
Mormântul lui Gheorghe Ghimpu. Cimitirul Central din strada Armenească, Chișinău

Gheorghe Ghimpu decedează la 13 noiembrie 2000, în urma rănilor suferite într-un accident rutier petrecut la 27 octombrie 2000, rămas fără elucidare.
Gheorghe Ghimpu și colegul său de asociație Ion Caftanat se deplasau în dimineața zilei de 27 octombrie 2000 spre comuna Târnova, jud. Edineț, unde urmau să se întâlnească cu un grup de veterani de război ai Armatei Române. După 3 ore de drum, la ora 6.30 mașina în care se aflau a fost lovită de un camion. Versiunea oficială a autorităților - "Dupa trei ore de drum, la 06.30, din cauze deocamdată necunoscute, Ghimpu a pierdut controlul autoturismului și a lovit în plină viteză un copac." (Basa-Press, 14 noiembrie 2000).
În urma impactului Ion Caftanat a decedat pe loc, iar Gheorghe Ghimpu a fost transportat la spitalul din orașul Dondușeni, iar apoi la Spitalul de Urgență din Chișinău, unde a murit la 13 noiembrie 2000.
Presedintele Partidului Liberal, Mihai Ghimpu, fratele lui Gheorghe Ghimpu, a menționat în cadrul unui simpozion în memoria lui Gheorghe Ghimpu desfășurat la 27 iulie 2007 că, la vârsta la care a plecat din viață, badea Gicu era încă foarte puternic. "Dacă nu s–ar fi organizat acel accident, astăzi la sigur era printre noi. Totuși, Gheorghe Ghimpu a lăsat în urma sa o comoara, și anume dragostea față de tot ce este românesc. Nu în zădar, când am ridicat piatra comemorativă la Colonița, am scris pe ea cuvintele lăsate de Gheorghe Ghimpu: "Ne vom salva doar revenind la românism și realizând reîntregirea neamului românesc". A fost greu până acum, dar sperăm că ne va fi mai ușor, deoarece sânge din sângele lui, pentru prima dată de la 40' încoace, de când am fost conduși doar de cei cu școală sovietică, deține o funcție înaltă în acest stat. Primarul Dorin Chirtoaca, acceptând să lupte pentru cauza națională, și–a asumat o mare răspundere și sunt convins că a conștientizat acest lucru".
A fost înmormântat la Cimitirul Central din Chișinău.

## Posteritate
În memoria lui Gheorghe Ghimpu, o stradă din Chișinău și liceul teoretic din Colonița îi poartă numele. De asemenea, la Chișinău a fost înființat Festivalul Republican de Șah “Gheorghe Ghimpu”, care apoi a devenit turneu internațional, intitulat «MEMORIALUL Gheorghe Ghimpu».
În 2010, Gheorghe Ghimpu a fost decorat post-mortem cu Ordinul Republicii, alături de un grup de luptători împotriva regimului totalitar comunist de ocupație, de către președintele interimar de atunci al Republicii Moldova Mihai Ghimpu. Distincția a fost oferită „în semn de profundă recunoștință față de persoanele care, fiind martore la tragicele consecințe ale semnării Tratatului sovieto-german de neagresiune și a Protocolului adițional secret din 23 august 1939, au opus, după 28 iunie 1940, rezistență regimului totalitar comunist de ocupație, punându-și în pericol viața și libertatea și care, pentru verticalitatea, curajul și spiritul patriotic de care au dat dovadă, au fost condamnate la moarte sau la privațiune de libertate.”